# قائمة الأماكن المقدسة الإيزيدية
هذه قائمة بمعابد الإيزيديين حول العالم.

## الخلفية
الإيزيديون هم مجموعة عرقية دينية يعيشون بشكل رئيسي في شمال العراق. تُعرف ديانتهم باسم الإيزيدية.

## قائمة
| الاسم                                            | الموقع               | الصورة                         | الملاحظات |
| ------------------------------------------------ | -------------------- | ------------------------------ | --- |
| معبد لالش                                        | محافظة نينوى، العراق |                                | مكان قبر الشيخ آدي بن مسافر، وهو شخصية مركزية في ديانة الإيزيديين ويعتبر من أقدس المعابد الإيزيدية.                                               |
| معبد شرف الدين                                   | سنجار، العراق        |                                | معبد عمره 800 سنة يعتبره الإيزيديون من أقدس الأماكن على وجه الأرض. مكرس لشرف الدين.                                                               |
| معبد جيل ميرا (تشيرميرا) أو "معبد الأربعين رجلاً" | جبل سنجار، العراق    |                                | يعتبر من أقدس المعابد الإيزيدية، ويقع على أعلى قمة في جبال سنجار، العراق                                                                          |
| مكان الشيخ آدي                                   | سنجار، العراق        |                                | يقع بالقرب من مخيم سرداشتي على قمة جبل سنجار، حيث زار الشيخ آدي قبل الذهاب إلى لاليش.                                                             |
| معبد زيارات                                      | أكناليش، أرمينيا     |                                | معبد زيارات أو "معبد الزيارة" هو أول معبد إيزيدي في أرمينيا. يعني اسمه حرفياً "معبد الحج". تم تكريسه في عام 2012.                                  |
| معبد قوبا مير ديوني                              | أكناليش، أرمينيا     |                                | أكبر معبد إيزيدي في العالم مكرس للملاك ملاك طاوس والملائكة السبعة في لاهوت الإيزيدية. تم تكريسه في عام 2019.                                      |
| معبد باجين                                       | غوفين (باجين)، تركيا |                                | معبد في غوفين، ميديات، محافظة ماردين، جنوب شرق تركيا.                                                                                             |
| معبد قوبا حاجي علي                               | بادرة، العراق        |                                | |
| ضريح خضر رحمن                                    | بادرة، العراق        |                                | ضريح خضر رحمن في بادرة. |
| معبد السلطان إيزيد                               | تبليسي، جورجيا       |                                | معبد مقلد على معبد لاليش، يقع في تبليسي، جورجيا. تم تكريسه في عام 2015.                                                                           |
| معبد قوبا خاتونا فخرا                            | مغارة (كيفكس)، تركيا |                                | معبد قوبا خاتونا فخرا (معبد خاتونا فخرا) في مغارة، إيديل، محافظة شرناق، جنوب شرق تركيا. مكرس لخاتونا فخرا.                                        |
| معبد قوبا بير إيرا                               | سنجار، العراق        |                                | معبد قوبا بير إيرا ("بير الشعب") في سنجار، العراق.                                                                                                |
| شيخسة باتي                                       | بابيرا، العراق       |                                | ضريح شيخسة باتي في قرية بابيرا، العراق. |
| معبد قوبا شيخ ماند                               | سنجار، العراق        |                                | ضريح في الجزء الجنوبي من سنجار، العراق. مكرس للشيخ ماند.                                                                                          |
| ضريح نيشينغها بيروز                              | عين سفني، العراق     |                                | ضريح إيزيدي لنشنغها بيروز بالقرب من عين سفني، محافظة دهوك.                                                                                        |
| معبد خطره                                        | خطره، العراق         |                                | |
| معبد دوغاتا                                      | دوغاتة، العراق       |                                | |
| معبد سرشكا                                       | سرشكا، العراق        |                                | |
| معبد خوصابه                                      | خوصابه، العراق       |                                | في خوصابه، العراق |
| معبد مالك ميرين                                  | باشيقا، العراق       |                                | مكرس للملاك مالك ميرين، يقع المعبد على بعد حوالي 9 أميال شرق الموصل، تم ترميم المعبد وإعادة فتحه في 12 يناير 2018 بعد تدميره على يد داعش في 2014. |
| ضريح محمد راشان                                  | بادرش، العراق        |                                | ضريح جزء من مجمع المعابد اليزيدية على جانب الجبل المطل على طريق أربيل - دهوك. مكرس لمحمد راشان.                                                   |
| ضريح مام راشان                                   | جبل سنجار، العراق    |                                | معبد مكرس لمام راشان، القديس المرتبط بالزراعة والمطر والحصاد السنوي. يُقدّر أن المعبد يعود إلى القرن الـ12. مكرس لـ محمد راشان.                     |
| ضريح شبل قاسم                                    | سنجار، العراق        |                                | |
| معبد بير زيراف                                   | سينيريا، تركيا       | معبد يزيدي في مقبرة في سينيريا | يقع قبر زيراف بالقرب من زوا ميرا من خالتا |